# アリ・シャドマニ

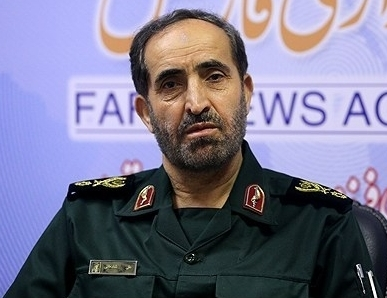
シャドマニ

アリ・シャドマニ（ペルシア語: علی شادمانی、生年不詳 - 2025年6月17日）は、イランの軍人。イスラム革命防衛隊（IRGC）に所属し、2025年6月にカタム・アル＝アンビヤ中央司令部の司令官に任命されたが、同年6月17日にイスラエルによる空爆で死亡した。イラン・イラク戦争の退役軍人であり、軍の高官として複数の要職を歴任した。

## 生涯
ハマダーン出身。イラン・イラク戦争に従軍し、戦後はイスラム革命防衛隊にて要職を務めた。。2012年から2016年まではイラン軍参謀本部作戦部の副長を務め、その後、カタム・アル＝アンビヤ中央司令部副司令官に就任した。

## イスラエルとの対立
2024年7月、ハマス指導者イスマイル・ハニーヤの暗殺を受け、「イスラエルに対して厳しい報復を行う」と発言した。2025年1月には「アメリカやシオニスト政権はイランを弱く見せようとしているが、我々は万全だ」と主張していた。

## 死亡
2025年6月13日、前任のゴラーム・アリー・ラシード司令官が空爆で死亡したことを受け、最高指導者のアリー・ハーメネイーにより司令官に任命された。だがそのわずか4日後の6月17日、テヘランへの空爆でシャドマニも死亡した。